# 奥迪隆·雷东
奥迪隆·雷东（法語：Odilon Redon，法語發音：[ɔdilɔ̃ ʁədɔ̃]；原名贝特朗·雷东 (Bertrand Redon)；1840年4月20日—1916年7月6日）是法国象征主义画家、版画家、制图员以及粉蜡笔画家。

## 生平
奥迪隆·雷东生于法国阿基坦波尔多的一个富裕家庭。小贝特朗·雷东的妈妈奥迪勒给他起了“奥迪隆”作为小名。雷东从小就开始画画，并在十岁的时候获得了学校的绘画奖。他从15岁起开始正式学习作画，但在父亲的坚持下他改行学习建筑。他从事建筑的计划因为没有考入巴黎高等美术学院而终止，即便后来在1864年他有机会进入这里短暂地师从让-里奥·杰洛姆学习作画（他的弟弟加斯东·雷东后来成为了知名的建筑师）。
回到家乡波尔多之后，他开始从事雕刻，鲁道夫·布雷斯丹在那段时间指导了他蚀刻与版画。1870年雷东入伍参加普法战争，他的艺术生涯也因此被打断。
战争结束后，他搬至巴黎居住并继续从事创作，这段时间他几乎专精于炭笔画与版画。他把他的那些从黑色阴影中孕育而生的幻觉创作称作“黑色创作”。直到1878年他的作品“水的守护之灵”才开始使他得到认可；1879年他出版了他的第一组版画集，叫做“在梦里”。但是雷东的名声仍然相对较小，直到1884年乔里斯-卡尔·于斯曼出版一本名为《逆向》（逆天）的小说。这本小说讲述了一个喜欢收集雷东作品的没落贵族的故事。
19世纪90年代，雷东主要从事创作粉蜡笔画与油画；20世纪起他便不再进行“黑色创作”。1899年他与那比派一同在迪朗-吕埃尔画廊举办了展览。
雷东热衷于印度教与佛教的宗教文化。佛祖的形象开始越来越多的出现于他的作品中。日本主义的影响融入了他的创作，例如1899前后的作品的“佛祖之死”、1906年的“佛”、 1905年的“雅各与天使”、以及1905年的“花瓶与日本武士”等等许多其他作品。
1899年罗贝尔·多姆西男爵（1867–1946）委托雷东为勃艮第塞尔米泽勒附近多姆西叙勒沃城堡的餐厅创作17个装饰画版。 雷东为私人住宅创作过许多装饰画，但他在1900至1901年间为多姆西城堡创作的作品是他当时最激进的作品，也标志着他从装饰画到抽象画的转变。画中山水的细节并没有展现某一个地点或空间。只能看到无边的视角内呈现着树木的细节、树叶的末梢、和花朵的萌芽。其中主要使用的色彩是黄、灰、棕、和浅蓝。从他选择的颜色以及高达2.5米的的画板中都可以看出日本屏风绘画对他的影响。这组作品中的15幅从1988年至今被保存在奥赛博物馆。
多姆西也委托了雷东为他的妻子和他的女儿珍妮画肖像，其中的两幅如今保存在奥赛博物馆和加利福尼亚的盖蒂中心。直到20世纪60年代，其中的大部分作品都仍然被多姆西家族收藏着。
1903年雷东获得了法国荣誉军团勋章。
1913年安德烈·梅里奥出版的蚀刻与石印名录使得雷东名声大震；同一年他在纽约军械库艺术展中举办了自己最大的一次个展。
雷东死于1916年7月6日。1923年梅里奥出版了《奥迪隆·雷东：画家、制图员、与雕刻家》一书。芝加哥艺术博物馆的瑞尔森与博纳姆图书馆保存了梅里奥此文件的一份档案。
2005年现代艺术博物馆举办了名为“表象之下”的展览，通过伊恩·伍德纳家族收藏中的超过100件雷东的绘画、素描、印刷品、与书籍全面的概括了雷东一生的作品。此展览从2005年10月30日持续至2006年1月23日。
瑞士巴塞尔的贝耶勒基金会博物馆也在2014年的2月到5月举办了回顾展。

## 作品

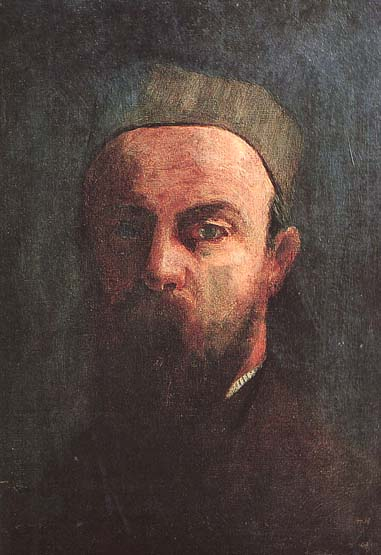
《自画像》，1880，(奥赛博物馆)
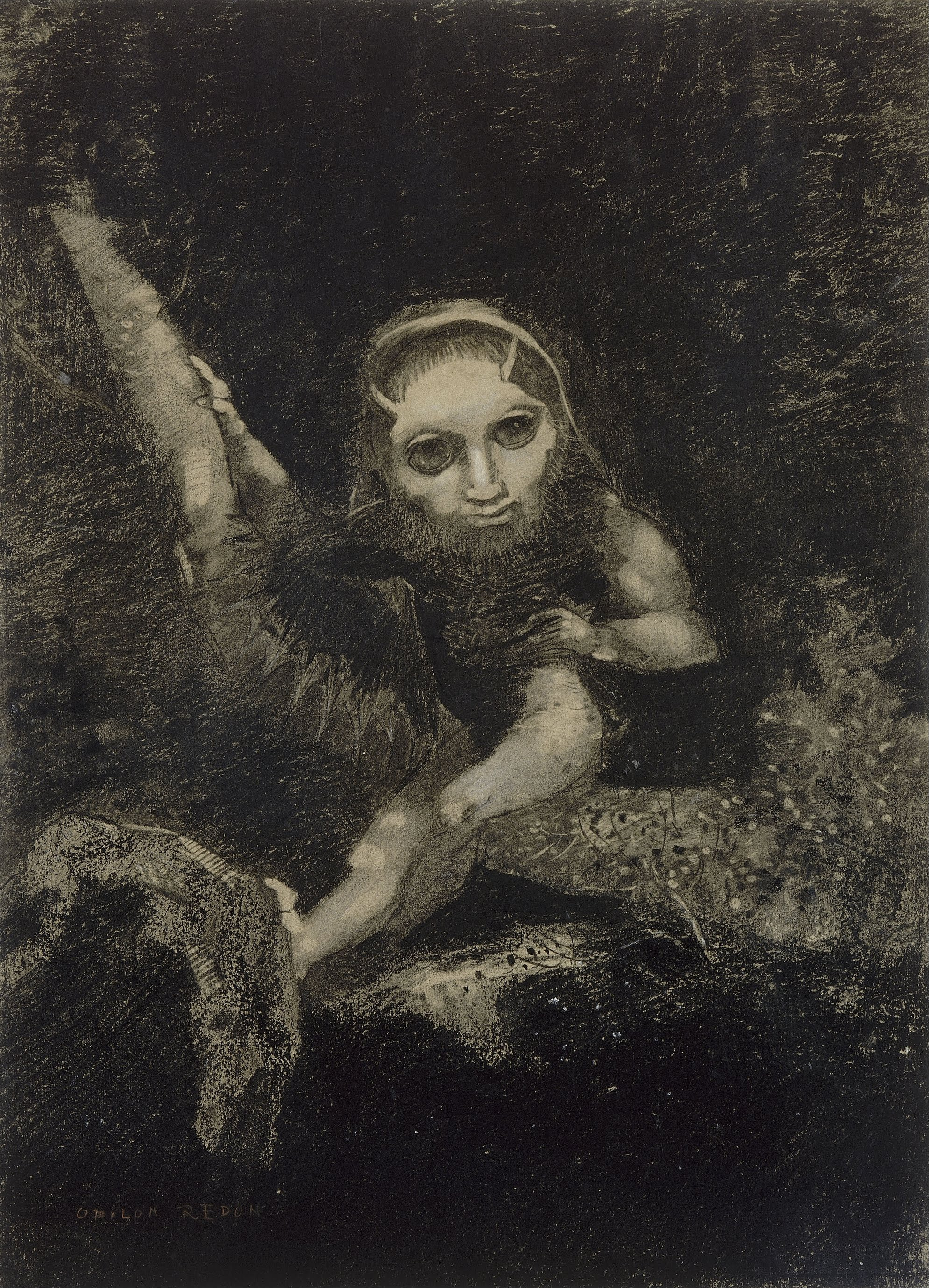
《卡利班》，1881 （奥赛博物馆）
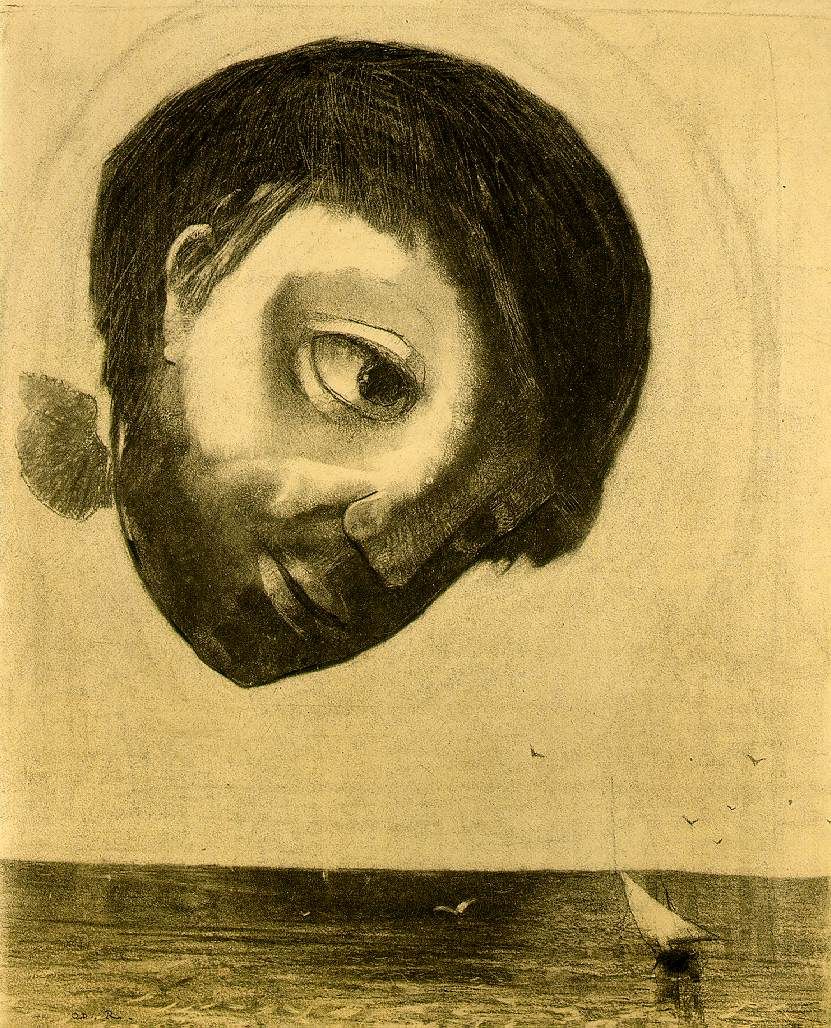
《水的守护之灵》，1878
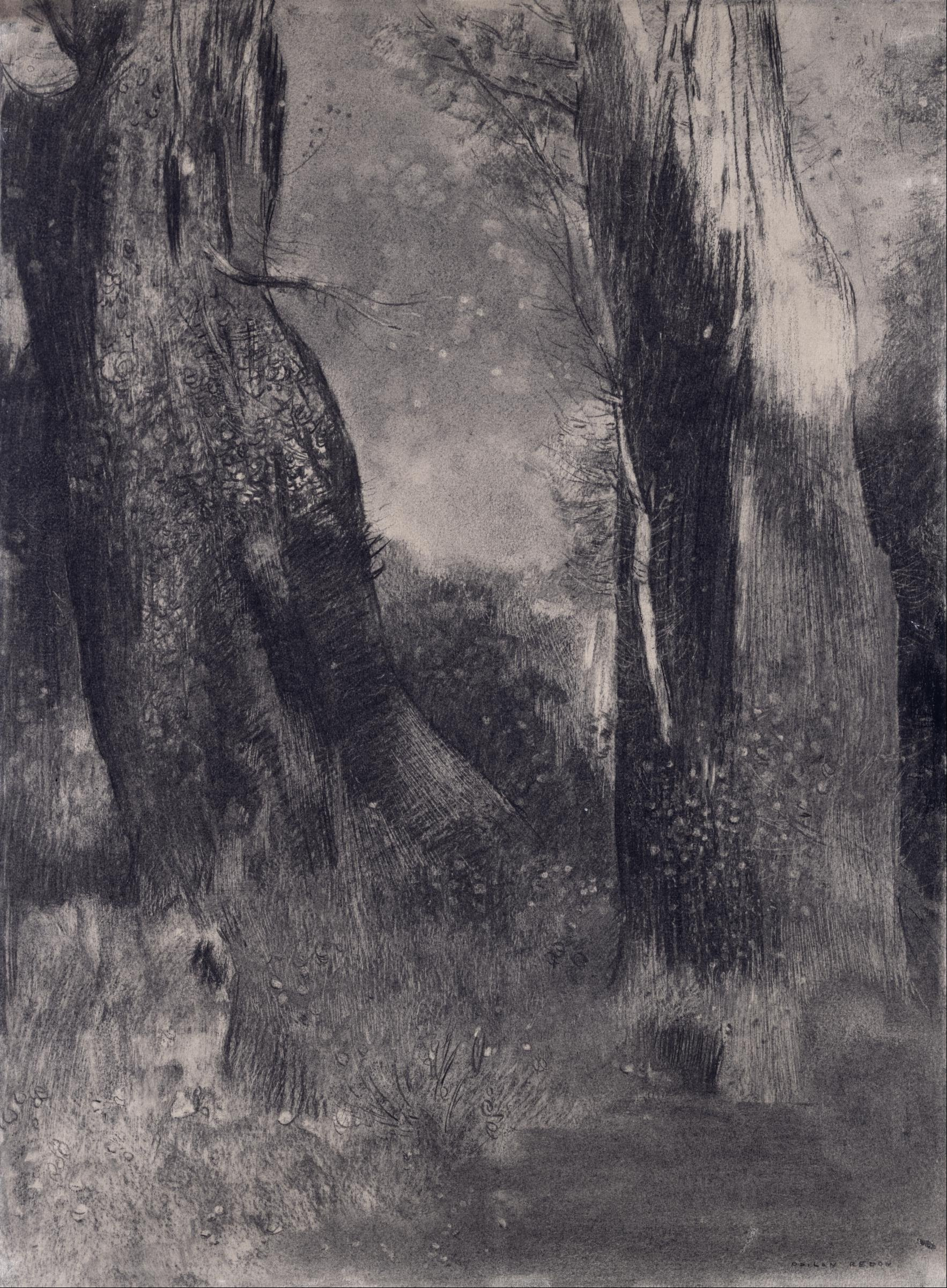
《三棵树》，约19世纪90年代 （休斯顿美术馆）
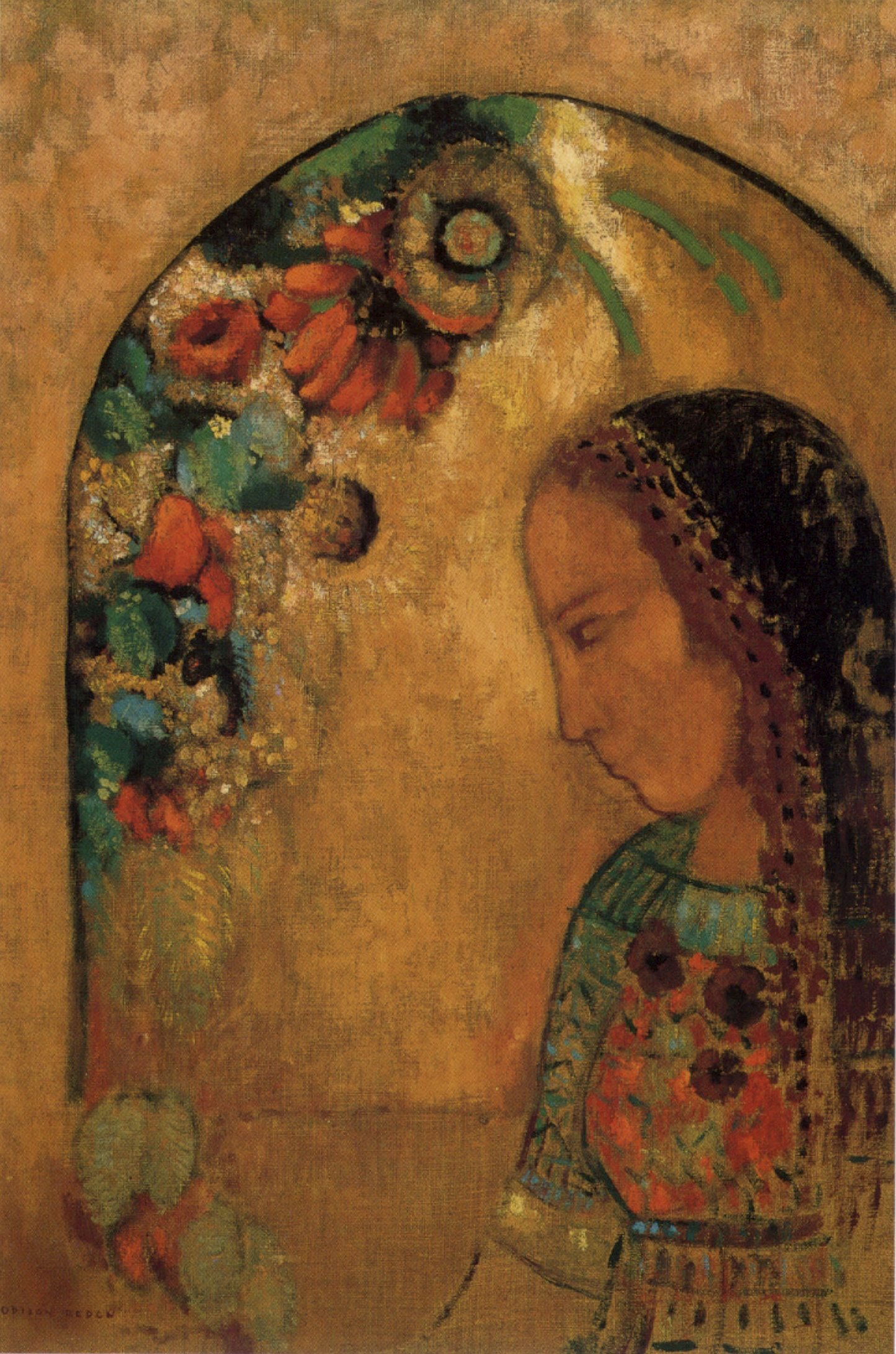
《鲜花圣母》，约1890–95 （檀香山艺术博物馆）
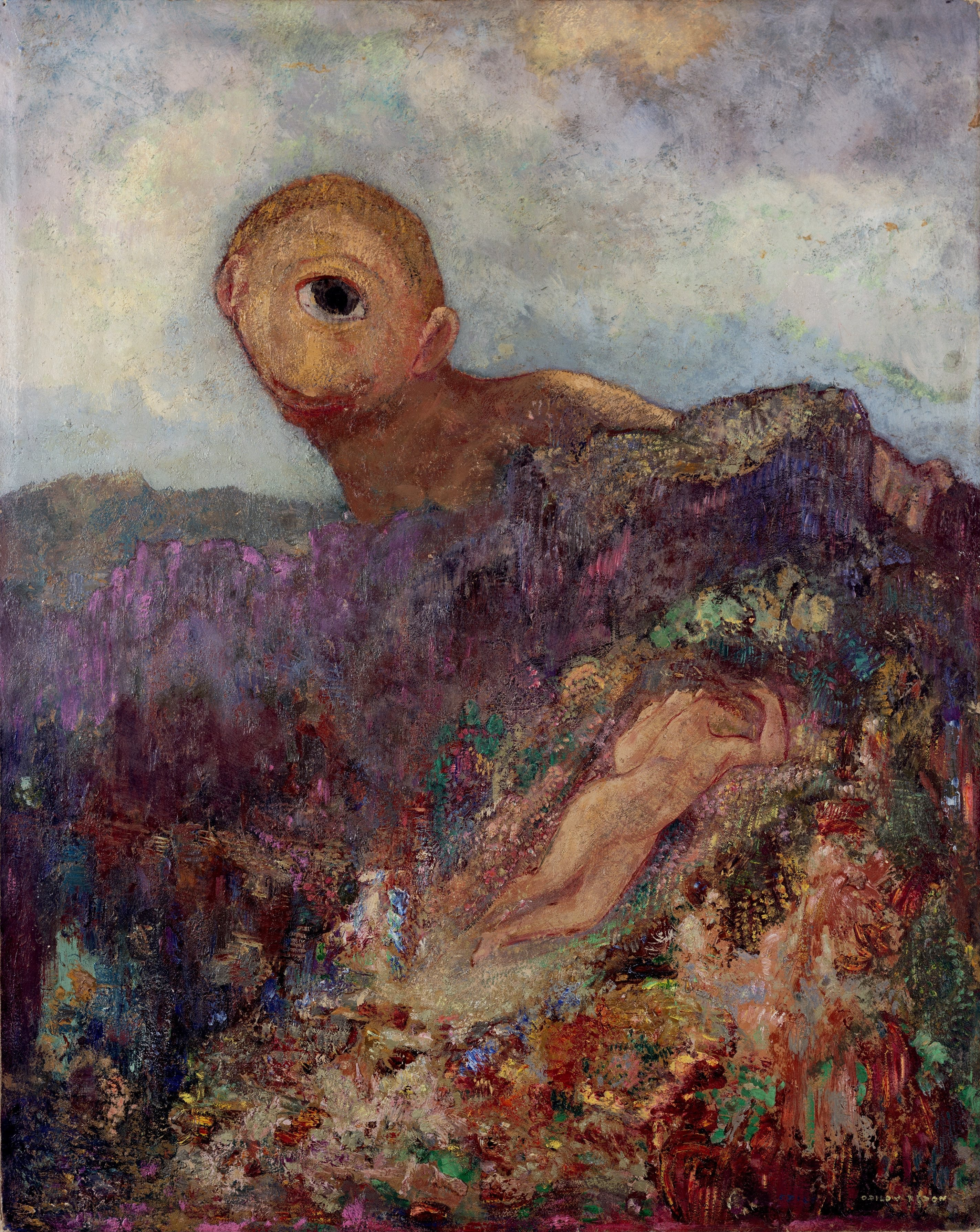
《独眼巨人》，1898 （克勒勒-米勒博物館）
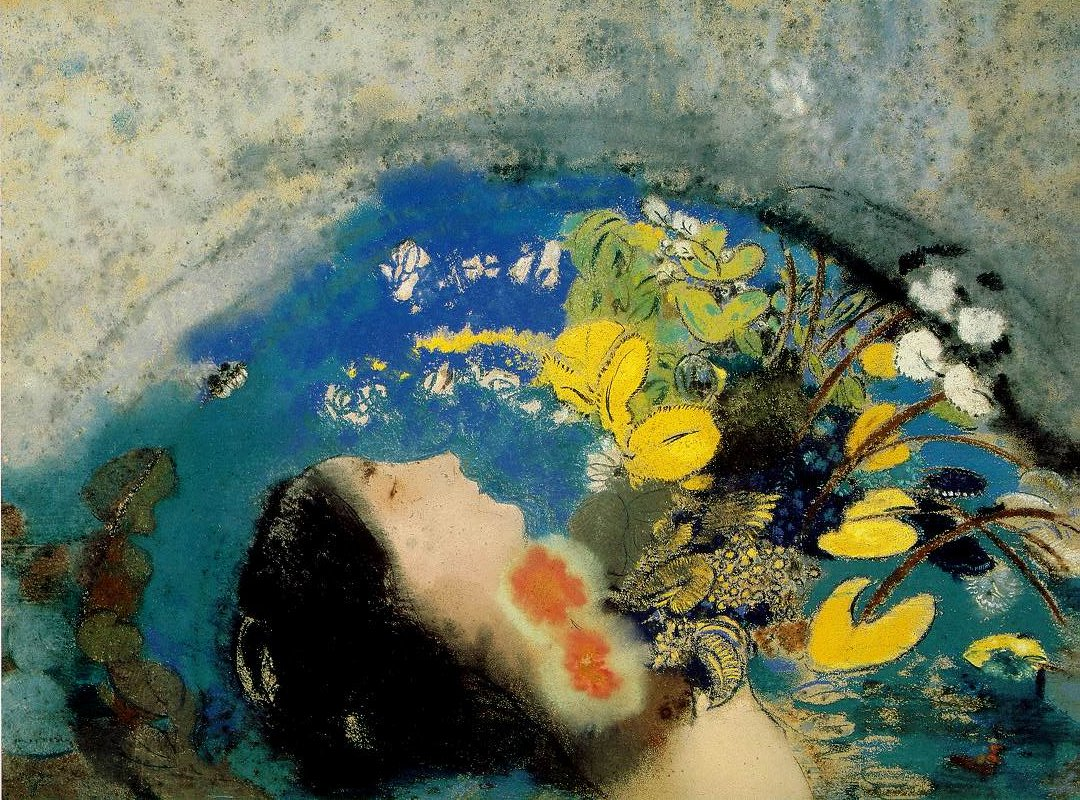
《奥菲莉亚》，1900–1905 （伊恩·伍德纳收藏）
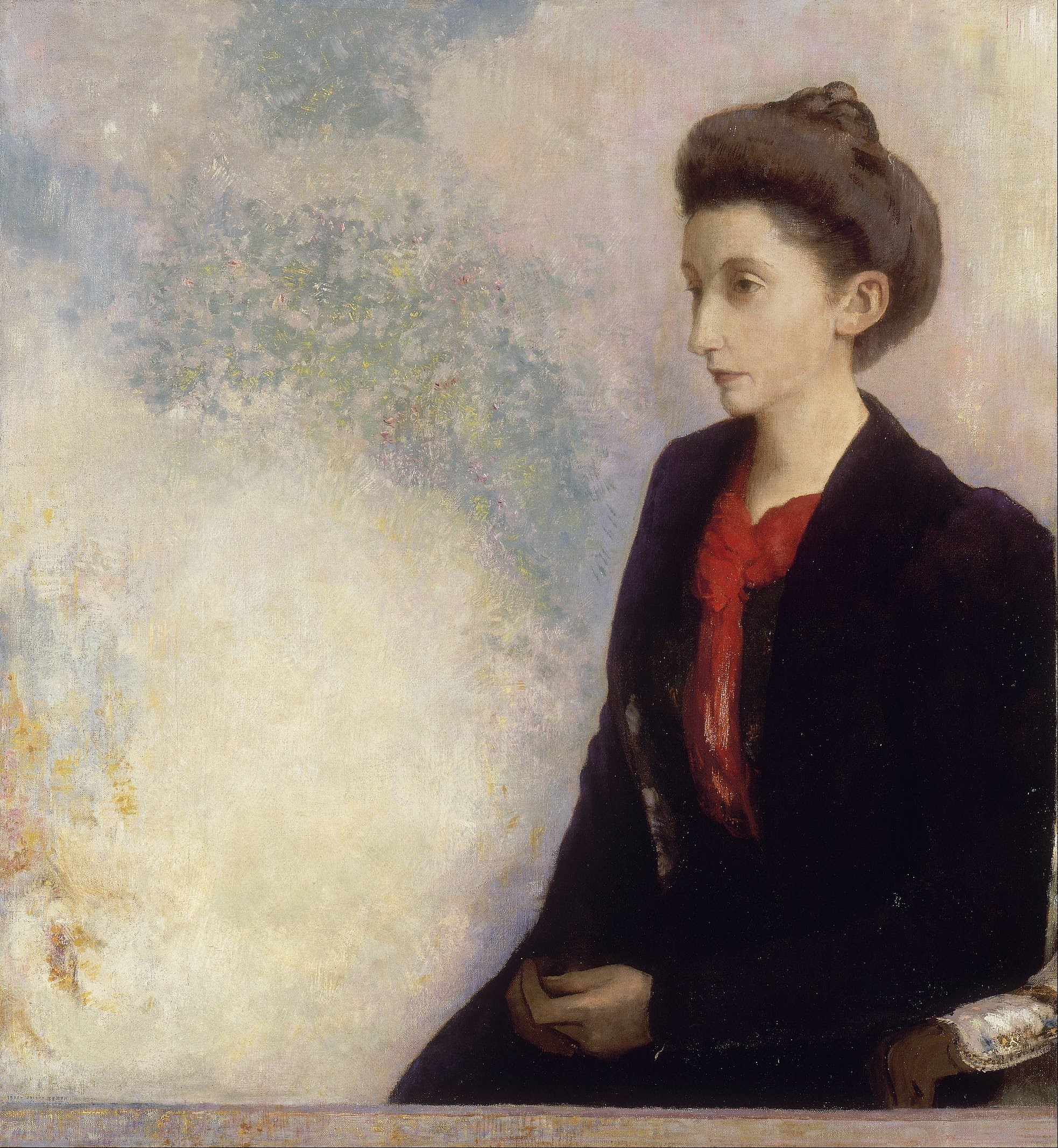
《罗贝尔·多姆西男爵夫人》，1900 （奥赛博物馆）
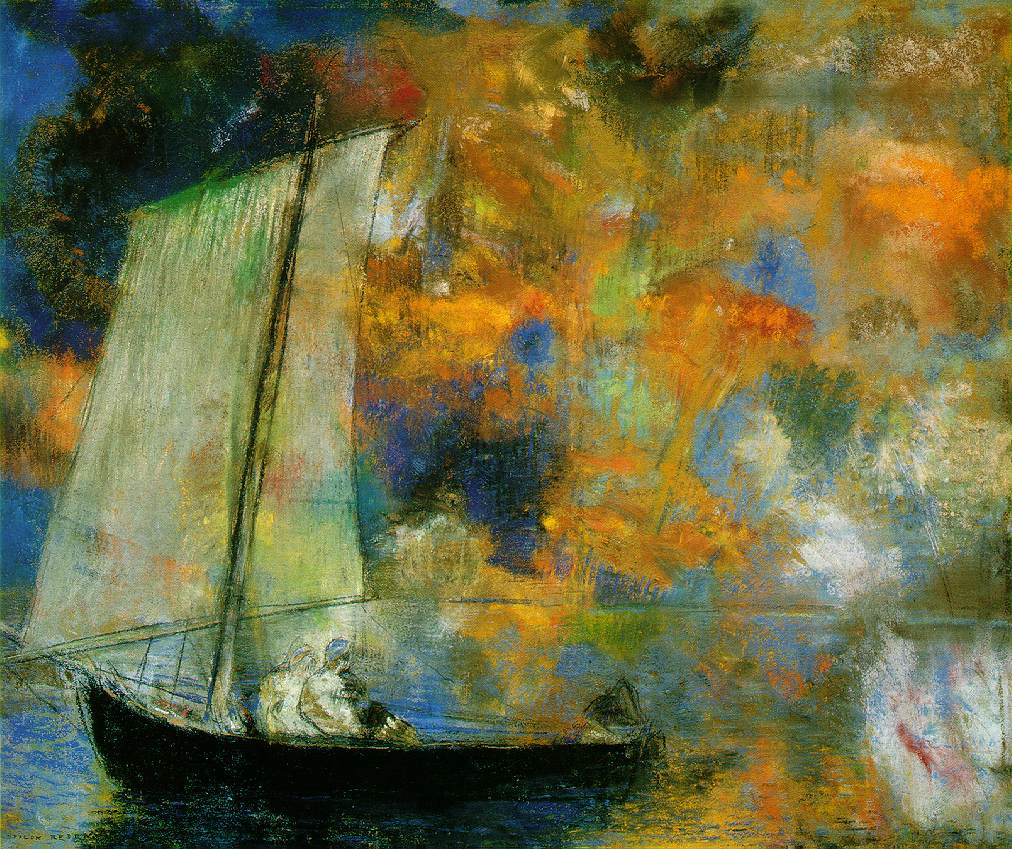
《花云》，1903 （芝加哥艺术博物馆）
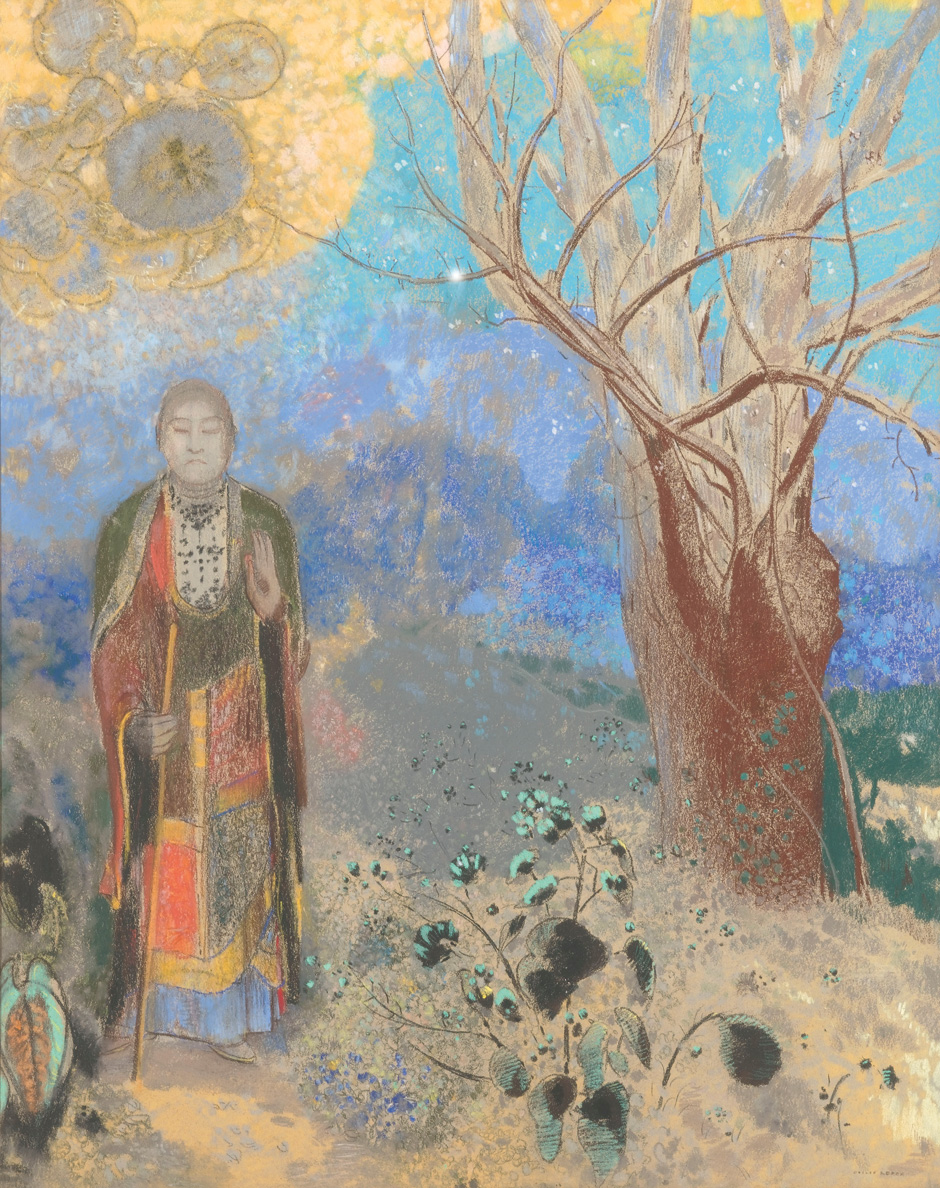
《佛祖》，1904 （奥赛博物馆）
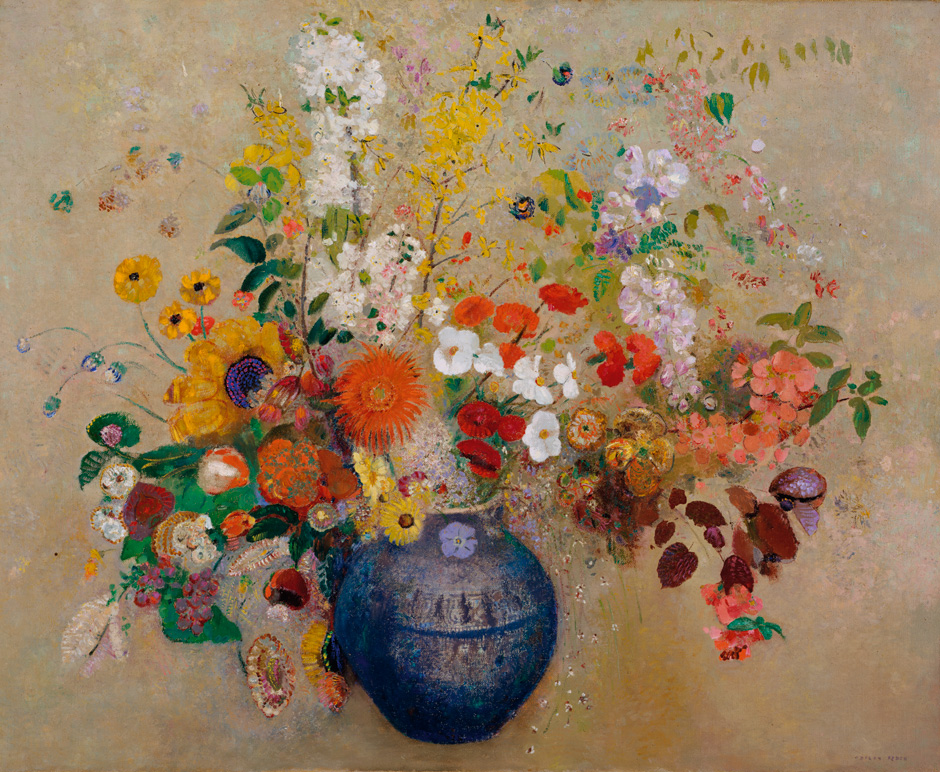
《瓶花》，1909
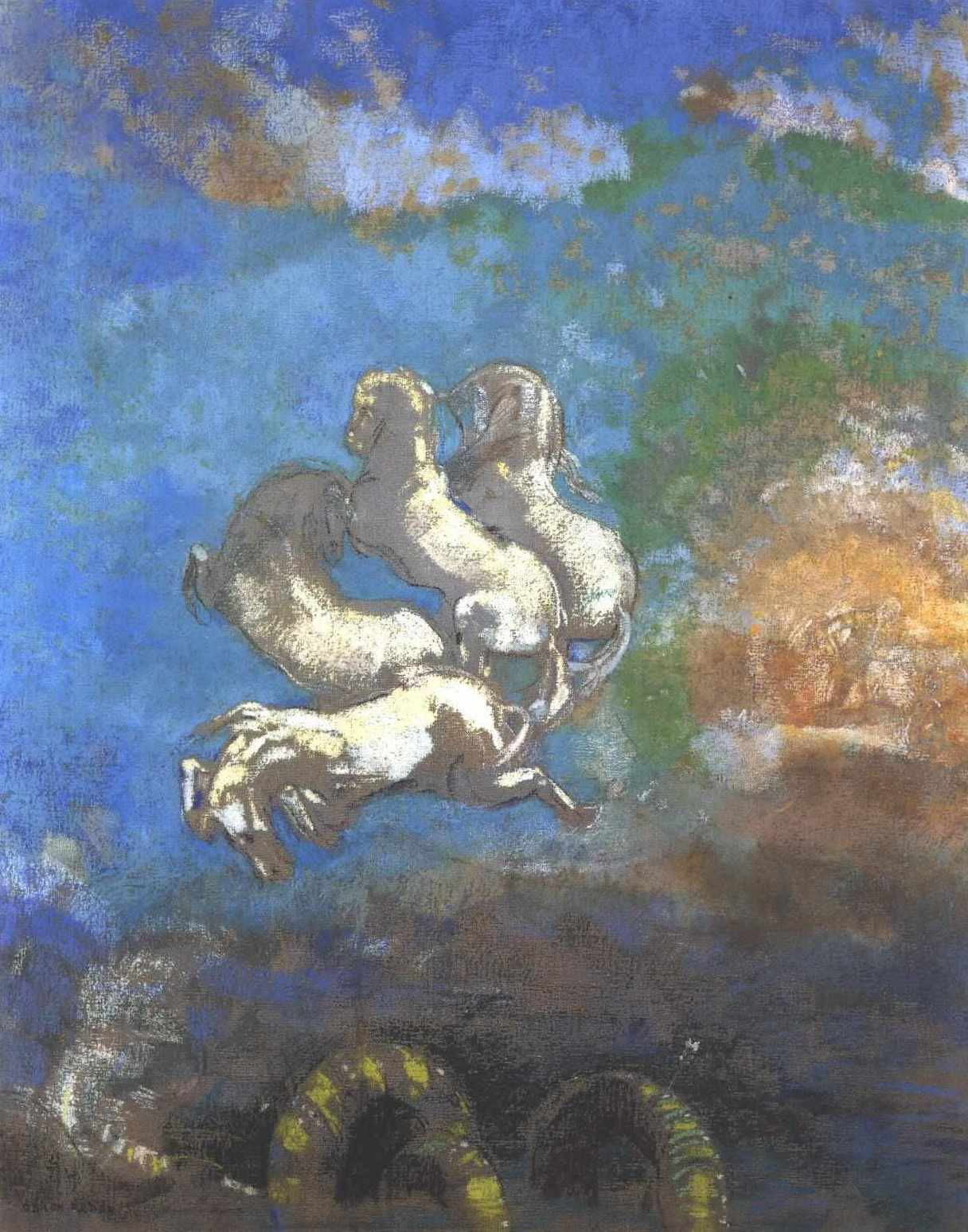
《阿波罗战车》，约1910 （奥赛博物馆）
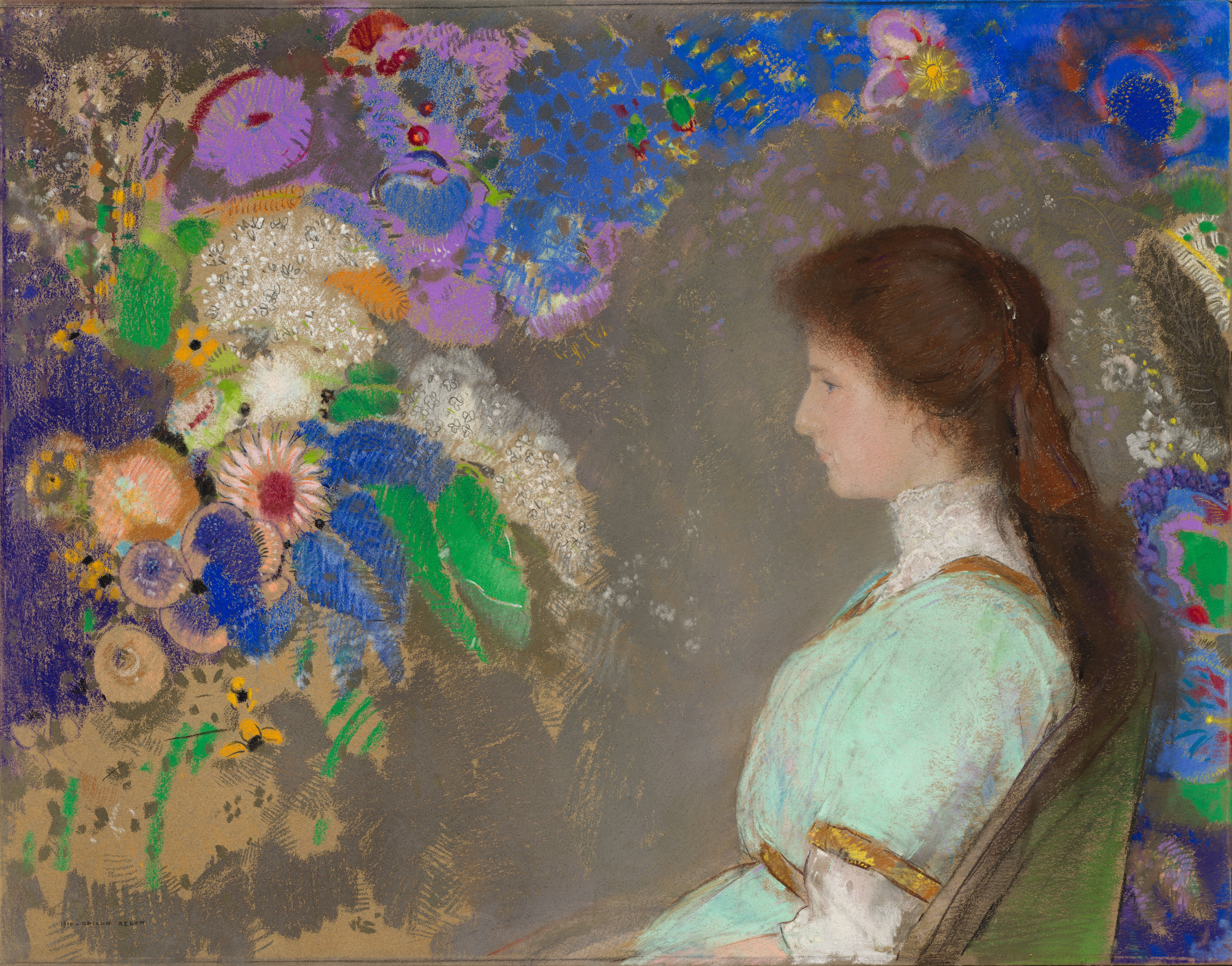
《维奥莉特·海曼画像》，1910 （克利夫兰艺术博物馆）
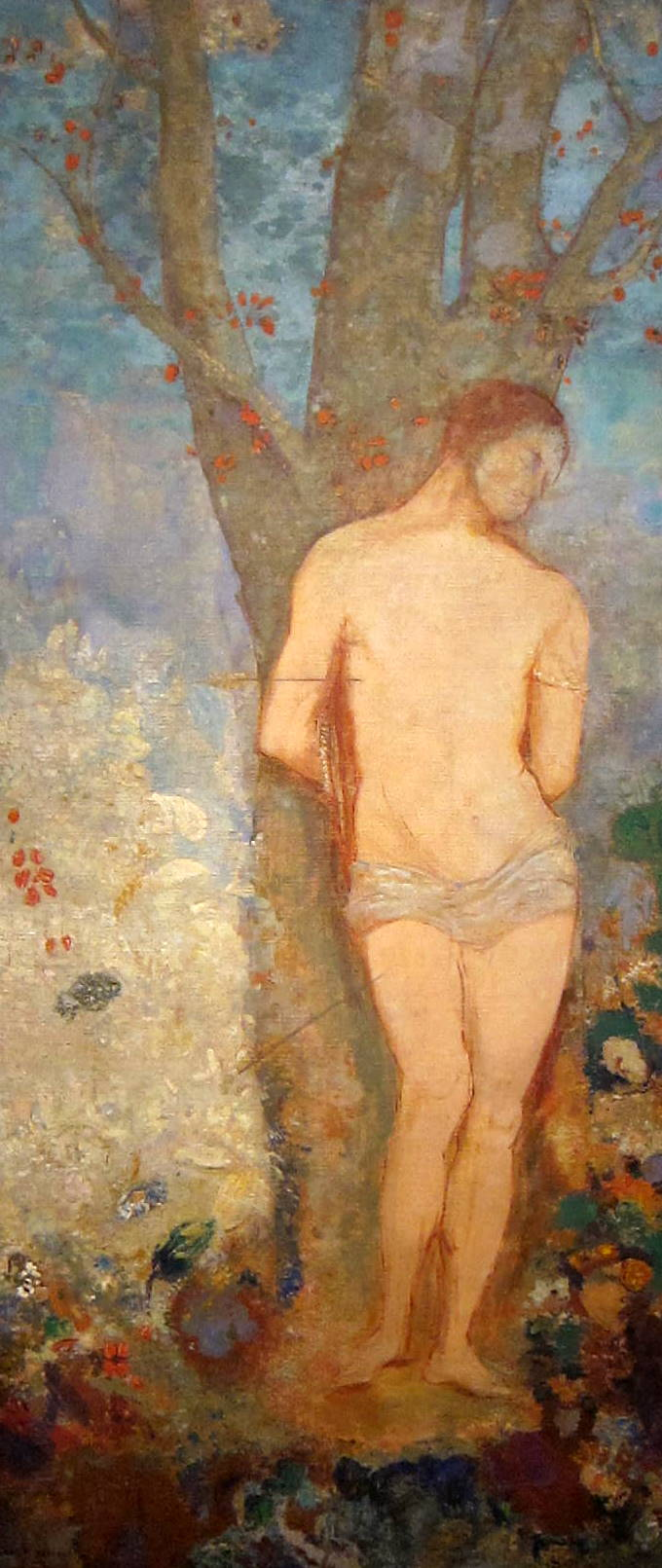
《圣塞巴斯蒂安》，1910–1912 （国家艺术馆）
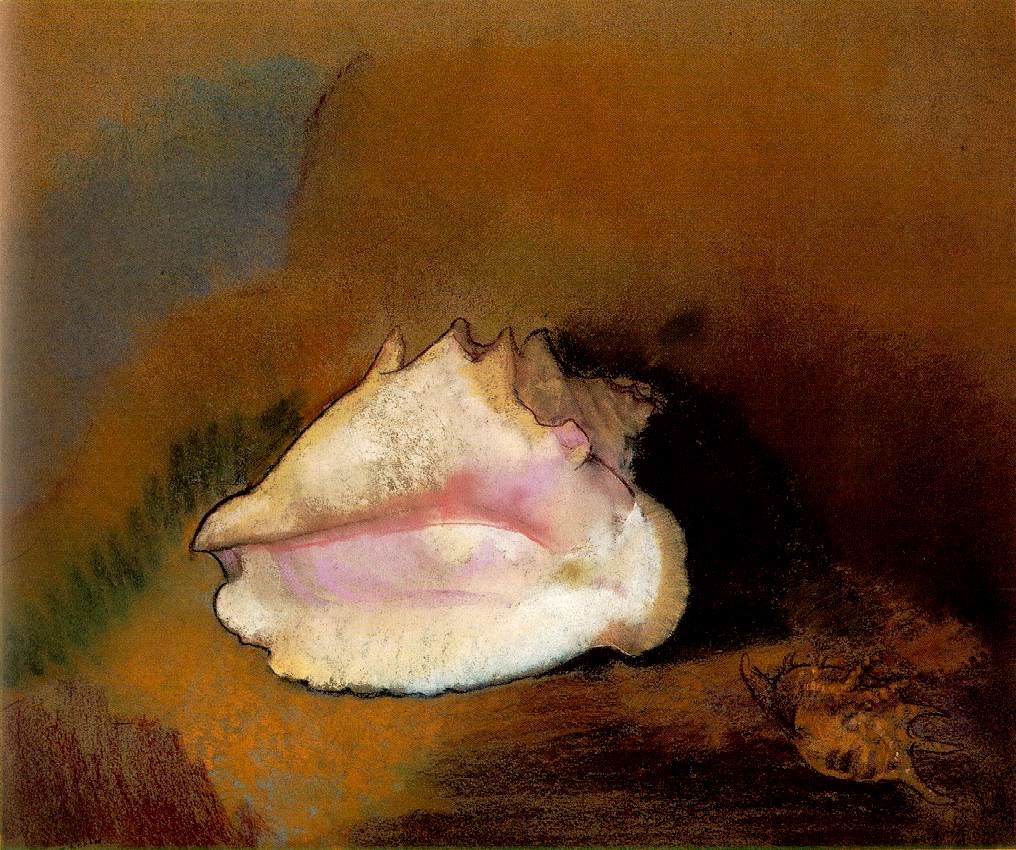
《贝壳》，1912  （奥赛博物馆）
《潘多拉》，约1914 （大都会艺术博物馆）
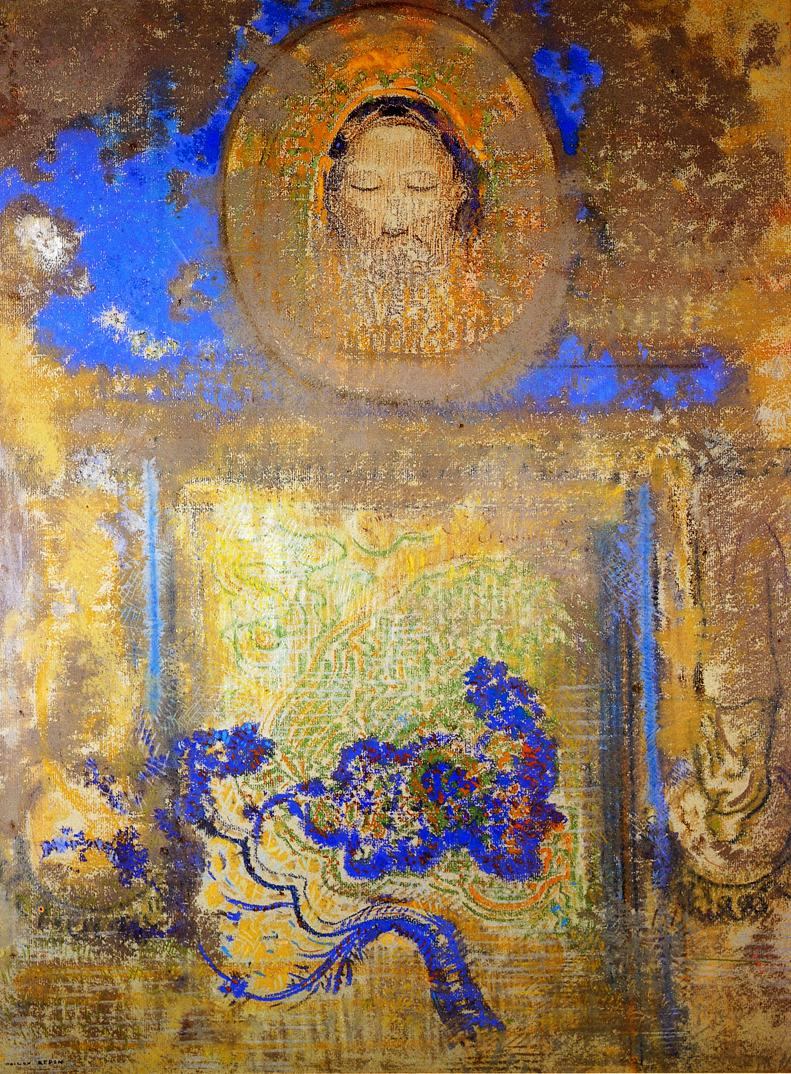
《召唤》，时间未知，私人收藏

## 传记

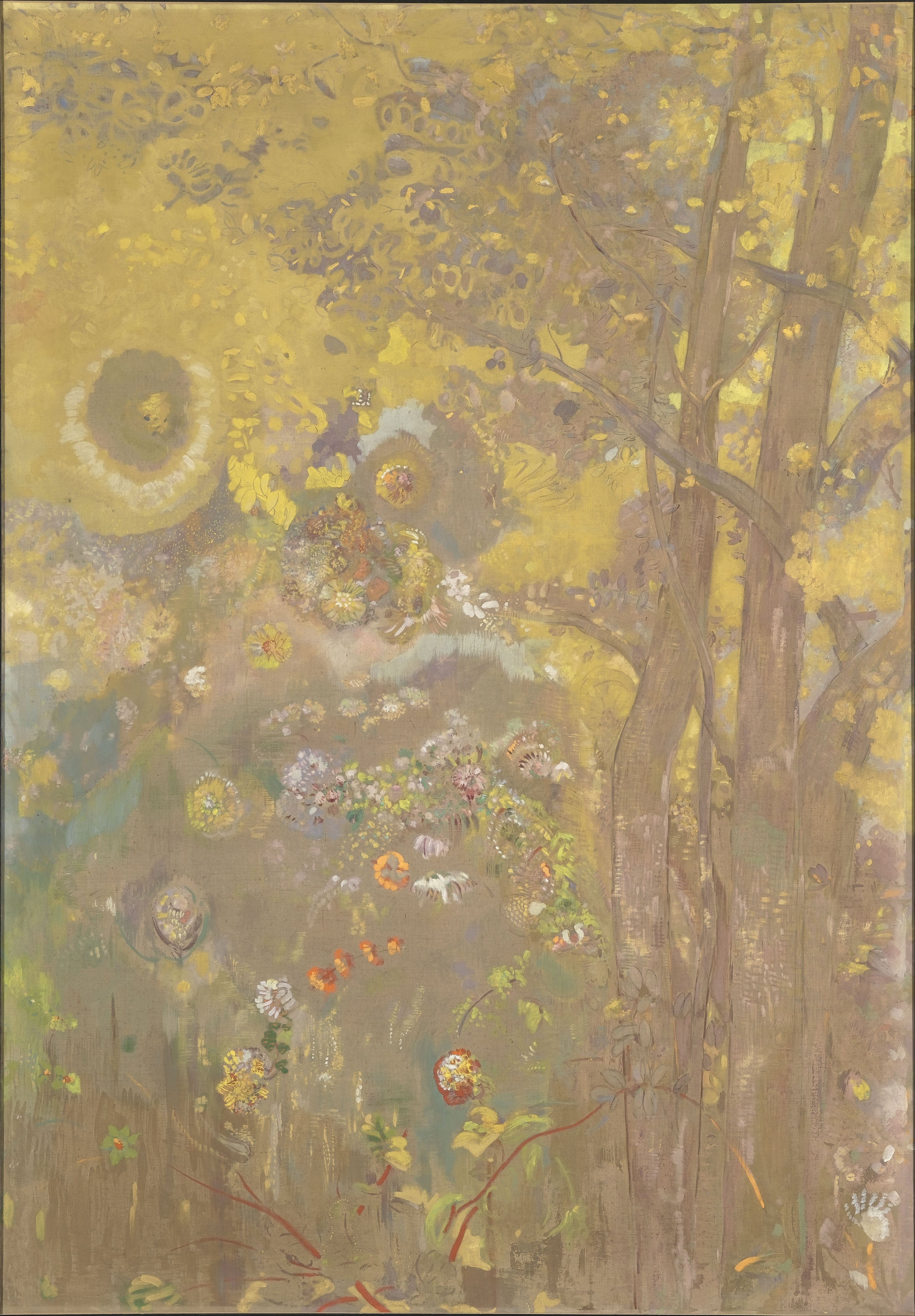
《黄色背景中的树木》（Arbres sur un fond jaune），1901年为多姆西叙勒沃城堡餐厅创作的装饰画版中的一幅

- Russell T. Clement, Four French Symbolists: A Sourcebook on Pierre Puvis de Chavannes, Gustave Moreau, Odilon Redon, and Maurice Denis, Greenwood Press, 1996, ISBN 0-313-29752-5 & ISBN 978-0-313-29752-6
- Jodi Hauptman and Marina Van Zuylen, Beyond the Visible: The Art of Odilon Redon, 2005, ISBN 0-87070-702-7 & ISBN 978-0-87070-702-5
- Andre Mellerio, Odilon Redon, 1968, ASIN B0007DNIKO
- Odilon Redon and Alfred Werner, The Graphic Works of Odilon Redon, Dover, 1969, ISBN 0-486-21996-8
- Odilon Redon and Alfred Werner, The Graphic Works of Odilon Redon, （Dover Pictorial Archive）, 2005, ISBN 0-486-44659-X & ISBN 978-0-486-44659-2
- Margret Stuffmann, Odilon Redon: As in a Dream, 2007, ISBN 3-7757-1894-X & ISBN 978-3-7757-1894-3